# Johan Simmingsköld
Johan Simmingsköld, ursprungligen Simming, född 22 april 1748 i Göteborg, död den 30 mars 1796 på Königsteins fästning, Sachsen, var en svensk poet, publicist och äventyrare under den gustavianska tiden. Han var under en tid en av Gustav III:s gunstlingar, men förlorade senare den rollen och flydde från Sverige.

## Biografi
Johan Simming var son till rådmanen Markus Simming och skrev redan 1765  vers i Lars Salvius Lärda tidningar.Han studerade vid Uppsala universitet 1766-1768. Under tiden som student vid Uppsala universitet skrev den ironiskt lagde Johan Gabriel Oxenstierna många kommentarer om Simming i sin dagbok. I dessa kommentarer fanns bilden av Simming som en smickrare som älskade poesi men utan särskilt mycket poetisk talang, vilket också var hur han senare kom att anses av många.
År 1768 flyttade han till Stockholm och blev bekant med Carl Christoffer Gjörwell den äldre, gav ut Riksdagskrönikan under 1769-70 års riksdag samt deltog i utgivningen av Allmänna tidningar.
Efter Gustav III hade genomfört sin statskupp 1772 började Simming ge ut några andra författares kväden och prosastycken under titeln Samling af vitterhetsarbeten. Han förklarade sig "hufvudsakligen ämna införa sådana stycken, som tolkade nationens erkänsla för den mest upplyste och mildaste konung", även om samlingen bara innehåller ett par dikter till Gustav III. Han skrev dock panegyriska verser och prosastycken som förhärligade kungen och hovet i Allmänna tidningar och senare i Göteborgstidningen Hvad Nytt, som använde honom som sin Stockholmsreporter.
Rollen som smickrande och servil hovpoet var självpåtagen, men tack vare hans beskyddare Carl Fredrik Scheffer fick också Gustav III upp ögonen för Simming. Han lyckades på detta sätt få sin far och därmed även sig själv adlade 1773 och introducerade på Riddarhuset på en besläktad Simmingskölds adliga namn och nummer. Simmingsköld gavs också vid olika tillfällen diverse förmåner och titlar. År 1774 fick han titeln kunglig bibliotekarie, 1779 titeln lagman och ordenshistoriograf, trots att han inte hade avlagt någon examen och att hans litterära meriter var ytterst begränsade. Dock lät han själv antyda, att "k. bibliotekarien S. tycktes i allt vilja följa herr hofkanslern von Dalins fotspår". Som ett bevis på hans inkompetens har anförts den av honom uppgivna inskriften på en medalj över Sofia Albertina, Vasorum sorori: "Krukornas syster" i stället för "Vasarnas syster". Lars von Engeström har i sina levnadsminnen gett en synnerligen komisk beskrivning av Simmingsköld och bland annat antytt att han var en av de hovmän vid denna tid, som var kända för "onaturliga laster", det vill säga homosexualitet.
Simmingskölds gunst vid hovet fick senare ett snabbt slut. Eftersom hans ekonomi var i oordning förfalskade han växlar, och när han var på väg att bli upptäckt flydde han hösten 1784. Bland dem som han utsatt före bedrägeri fanns Scheffer, Patrik Alströmer och flera ur de göteborgska köpmannakretsar som han fortsatt att hålla kontakt med. Uppenbarligen skedde flykten med hovets goda minne eftersom han genast ströks ur hovkalendern. Brottmåls- och konkursprocesserna ledde till en dom 1786, som innebar att "Johan Markusson" förlorade sitt adelskap och ämbetsmannavärdighet samt dömdes till skampåle och livstids fästning. Dock hade Simmingsköld i utlandet lyckats nästla sig in hos högt uppsatta personer, och från Sachsen skrev han både till Scheffer och Elis Schröderheim med begäran om att få en pension från kungen. Annars hotade han att med hjälp från en tysk litteratör ge utanekdoter från Sverige samt att på ett oförmånligt sätt hänga ut medlemmar av kungahuset och hovet. Att man i Stockholm fruktade för att en sådan skandalkrönika skulle ges ut är uppenbart. En bekymrad Gustav III begärde nämligen via den sachsiske envoyén i Stockholm att Simmingsköld skulle häktas i Leipzig och framför allt att hans papper skulle beslagtas och sändas hem olästa.
I september 1785 blev han häktad i Leipzig och förd till Königsteins fästning, där han hölls på svensk bekostnad. Hans papper skickas också hem. Kurfursten ville dock bli av med honom, men på villkor att han inte skulle drabbas av dödsstraff vid hemkomsten. Varken Gustav III eller efter dennes död Karl XIII ville att han skulle komma tillbaka, eftersom de befarade att han under en eventuell rättegång skulle "kompromettera de respektablaste personer" eller på annat sätt bli till besvär med uppgifter eller krav. Det tycks ha funnits farhågor för,att han skulle avslöja intima detaljer av ett eller annat slag, och därför användes tveksamma metoder för att hålla honom kvar i utlandet. Simmingsköld stannade på Königsteins fästning till sin död.
Kort före hans flykt från hemlandet modellerades hans bild av Sergel och hans porträtt graverades av Johan Fredrik Martin.